# مسجد السلطان إبراهيم
مسجد السلطان إبراهيم هو مسجد تاريخي في مدينة بندر ماهاراني في موار في ولاية جوهر في ماليزيا، يقع المسجد على طول جالان بيتري وعلى مقربة من مصب نهر موار.

## التاريخ
اكتمل بناء مسجد موار في عام 1887، وفي بدايات عام 1920 تم تشكيل لجنة للنظر في بناء مسجد جامع جديد في موار، وبعد محاولة لجمع الأموال من الجمهور والسكان المحليين استطاعت اللجنة المكلفة بناء المسجد الجديد في جمع 10،000 رينغيت ماليزي لغرض البناء، ثم وضعت اللجنة طموح الشعب في بناء المسجد على السلطان للحصول على الموافقة الملكية، في عام 1925  بدأ يعمل لبناء مسجد السلطان إبراهيم، وبعد مرور خمس سنوات من بداية البناء في عام 1930 اكتمل بناء المسجد، وافتتح رسميا من قبل داتو مصطفى بن جعفر .

## العمارة
مسجد السلطان إبراهيم بني وصمم بمزيج من تأثيرات نمط العمارة الغربي، وأسلوب العمارة في البلاد العربية.

## وصلات خارجية
- موقع مسجد السلطان إبراهيم على الخريطة
- البوم صور مسجد السلطان إبراهيم